# 終わり to はじまり
終わり to はじまり（おわりとはじまり）は、日本の舞台作品。劇団プレステージによる本公演の14作目。CBGKシブゲキ!!にて2018年12月12日～23日上演。脚本・演出は同劇団員の今井隆文。愛称は「おわまり」。

## あらすじ
クリスマスイブ。急きょシフトを押し込まれたアルバイト仲間5人組は、仕事前に少しでもクリスマスを味わうべく、ボウリングに興じていた。他愛のない雑談の中で、主人公・永橋は、自分がゆうべ見た夢を思い出す。夢の中でも、5人はボウリングをしていた。永橋が不思議な夢を見るたび、いつもそれは現実のものとなる。ふと神妙な顔になる永橋だが、仲間たちは本気にせず、取りあわない。そうしているうちに仕事の時間が迫り、5人はバイト先へと向かう電車に乗る。夢の中でもボウリングのあとに電車に乗った永橋は、ここでも夢と現実の符合に気づく。しかし、扉は閉まり――仲間たちと、乗り合わせた乗客は、夢の続きを否応なく目の当たりにする。

## 登場人物
永橋 等

フリーター。30歳。

小原 将也

詩人見習い。永橋のバイト仲間。

土門 一

バンドマン。永橋のバイト仲間。

真壁 真司

舞台演出家。永橋のバイト仲間。

豊島 美羽

自称アイドル。永橋のバイト仲間。

木野 麻衣

女子高生。

高宮 寛治

年老いた男。無職。

高宮 ちづ

年老いた女。寛治の伴侶。

下田 天

スーツの男。ある事情で前職を解雇された。

浅井 正義

スーツの男。ケーキの箱を持っている。

千葉 雅夫

カメラを持った男。

大山 健司

ニッカポッカの男。

？？？？

永橋の夢に、サンタクロースとして出てきた男。

喜久田喜久雄

車掌。

## 出演
- 今井隆文（Wキャスト）
- 岩田玲
- 太田将熙
- 大村まなる
- 風間由次郎
- 株元英彰（Wキャスト）
- 城築創
- 小池惟紀
- 向野章太郎
- 坂田直貴
- 秀光
- 園田玲欧奈
- 髙頭祐樹
- 長尾卓也
- 原田新平

## スタッフ
- 舞台監督：川除学　今村智宏
- 美術：片平圭衣子
- 大道具：C-COM舞台装置
- 照明：伊藤孝(ART CORE)
- 音楽：齊藤耕太郎
- 音響：今村太志(サウンドクラフトライブデザイン社)
- 音響操作：小坂登起
- 音響助手：野瀬夏海
- 衣裳：小原敏博
- 衣裳アシスタント：小林由香
- 演出部：里森恵
- 演出助手：山﨑絵里佳
- 特殊造形：下畑和秀
- 宣伝写真：引地信彦
- 宣伝美術：本多伸二
- 宣伝ヘアメイク：大野彰宏(ENISHI)
- 宣伝ヘアメイクアシスタント：高原万希(ENISHI)
- 宣伝スタイリスト：小笠原吉恵
- 宣伝スタイリストアシスタント：中村萌
- 制作：永田フネ　持田絢香
- 票券：松本郁子
- プロデューサー：小森格
- 主催：アミューズ
- 企画・製作：劇団プレステージ　アミューズ

## DVD情報
- 今井隆文版と株元英彰版の二枚組。それぞれにコメンタリーがついている。

## パンフレット情報
- キャストインタビュー
- 作品と稽古を語る座談会　その１
- 作品と稽古を語る座談会　その２
- クリスマスプレゼント審議会!!
- 直筆手紙選手権

### パンフレットスタッフ
- デザイン：本多伸二
- 写真：引地信彦
- ヘアメイク：大野彰宏(ENISHI)
- スタイリスト：小笠原吉恵
- 編集：小杉厚
- ヘアメイクアシスタント：高原万希(ENISHI)
- スタイリストアシスタント：中村萌
- パンフレットチーム：今井隆文　原田新平　城築創
- 制作進行：中川美紀　松下裕平
- 印刷：エーゼット